# Cosmic Encounter
Cosmic Encounter es un juego de mesa de estrategia de ciencia ficción diseñado por «Future Pastimes» (colectivo formado por Peter Olotka , Jack Kittredge, Bill Eberle y Bill Norton) y publicado originalmente por Eon Games en 1977. En él, cada jugador asume el papel de una especie alienígena, cada una con un poder único para alterar una de las reglas del juego, intentando así establecer el control del Universo. El juego se incluyó en el Salón de la Fama de la «Academy of Adventure Gaming Arts & Design's» en 1997. La edición de 1992 ganó el Premio Origins al «Mejor juego de mesa de fantasía o ciencia ficción» de 1991  y quedó en sexto lugar en el Deutscher Spiele Preis
Cosmic Encounter es un juego en el que se anima a los jugadores a interactuar, discutir, formar alianzas, hacer tratos, traicionar y, ocasionalmente, colaborar para proteger el bien común. La mayoría de las ediciones del juego están diseñadas para entre tres y cinco jugadores, aunque existen reglas oficiales para jugar con hasta ocho.
En 2025 accedió al salón de la fama de BoardGameGeek como uno de sus veinticinco primeros juegos seleccionados.